# Colostygia palanicolor
Colostygia palanicolor är en fjärilsart som beskrevs av Barend J. Lempke 1950. Colostygia palanicolor ingår i släktet Colostygia och familjen mätare. Inga underarter finns listade i Catalogue of Life.